# Мозжуха
Мозжу́ха (рос. Мозжуха) — присілок у складі Кемеровського округу Кемеровської області, Росія.

## Населення
Населення — 1913 осіб (2010; 2307 у 2002).
Національний склад (станом на 2002 рік):
- росіяни — 91 %